# Grand Prix Formule 1 van Zuid-Afrika 1970
De Grand Prix Formule 1 van Zuid-Afrika 1970 werd gehouden op 2 januari op het Kyalami Grand Prix Circuit in Midrand. Het was de eerste race van het seizoen. Het was tevens de laatste F1-overwinning voor drievoudig wereldkampioen Jack Brabham.

## Resultaten

### Wedstrijd
| Pos. | Nr. | Coureur              | Constructeur   | Rondes | Tijd / Oorzaak uitval | Grid | Punten |
| ---- | --- | -------------------- | -------------- | ------ | --------------------- | ---- | ------ |
| 1.   | 12  | Jack Brabham         | Brabham-Ford   | 80     | 1:49.35,4             | 3    | 9      |
| 2.   | 6   | Denny Hulme          | McLaren-Ford   | 80     | + 8,1                 | 6    | 6      |
| 3.   | 1   | Jackie Stewart       | March-Ford     | 80     | + 17,1                | 1    | 4      |
| 4.   | 3   | Jean-Pierre Beltoise | Matra          | 80     | + 1.13,1              | 8    | 3      |
| 5.   | 10  | John Miles           | Lotus-Ford     | 79     | + 1 ronde             | 14   | 2      |
| 6.   | 11  | Graham Hill          | Lotus-Ford     | 79     | + 1 ronde             | 19   | 1      |
| 7.   | 4   | Henri Pescarolo      | Matra          | 78     | + 2 ronden            | 18   |        |
| 8.   | 23  | John Love            | Lotus-Ford     | 78     | + 2 ronden            | 22   |        |
| 9.   | 20  | Pedro Rodríguez      | BRM            | 76     | + 4 ronden            | 16   |        |
| 10.  | 16  | Jo Siffert           | March-Ford     | 75     | + 5 ronden            | 9    |        |
| 11.  | 24  | Peter de Klerk       | Brabham-Ford   | 75     | + 5 ronden            | 21   |        |
| 12.  | 25  | Dave Charlton        | Lotus-Ford     | 73     | Motor                 | 13   |        |
| 13.  | 9   | Jochen Rindt         | Lotus-Ford     | 72     | Motor                 | 4    |        |
| NF   | 17  | Jacky Ickx           | Ferrari        | 60     | Motor                 | 5    |        |
| NF   | 7   | John Surtees         | McLaren-Ford   | 60     | Motor                 | 7    |        |
| NF   | 21  | George Eaton         | BRM            | 58     | Motor                 | 23   |        |
| NF   | 2   | Johnny Servoz-Gavin  | March-Ford     | 57     | Motor                 | 17   |        |
| NF   | 5   | Bruce McLaren        | McLaren-Ford   | 39     | Motor                 | 10   |        |
| NF   | 22  | Piers Courage        | De Tomaso-Ford | 39     | Ongeluk               | 20   |        |
| NF   | 8   | Mario Andretti       | March-Ford     | 26     | Oververhitting        | 11   |        |
| NF   | 14  | Rolf Stommelen       | Brabham-Ford   | 23     | Motor                 | 15   |        |
| NF   | 19  | Jackie Oliver        | BRM            | 22     | Versnellingsbak       | 12   |        |
| NF   | 15  | Chris Amon           | March-Ford     | 14     | Oververhitting        | 2    |        |

## Noot
- Dit was de vijftigste podiumplaats voor een Nieuw-Zeelandse coureur.

## Kampioenschap standen

#### Rijders
| Pos. | Rijder               | Pnt |
| ---- | -------------------- | --- |
| 1    | Jack Brabham         | 9   |
| 2    | Denny Hulme          | 6   |
| 3    | Jackie Stewart       | 4   |
| 4    | Jean-Pierre Beltoise | 3   |
| 5    | John Miles           | 2   |

#### Constructeurs
| Pos. | Constructeur | Pnt |
| ---- | ------------ | --- |
| 1    | Brabham-Ford | 9   |
| 2    | McLaren-Ford | 6   |
| 3    | March-Ford   | 4   |
| 4    | Matra        | 3   |
| 5    | Lotus-Ford   | 2   |

- Noot: Enkel de top vijf posities worden in beide standen weergegeven.